# Arnaldo de Azevedo Brandão
Arnaldo de Azevedo Brandão, foi um tenente do Exército Português, natural de Paços de Brandão, no concelho de Santa Maria da Feira, Portugal. A sua carreira militar é mencionada em documentos do Arquivo Histórico Militar, que referem a sua atividade entre 1841 e 1848.

## Carreira Militar
Arnaldo de Azevedo Brandão serviu como tenente de infantaria no Exército Português. Registos indicam a sua inclusão na lista geral de oficiais de infantaria entre 1854 e 1859, conforme o Livro nº 26 do Comando Geral de Infantaria.

## Contribuições e Legado
Embora os detalhes específicos das suas missões e feitos militares não estejam amplamente documentados, a sua inclusão nos registos oficiais indica uma participação ativa nas atividades militares do período. A sua ligação a Paços de Brandão reforça a tradição militar da região.